# 浅岡あゆ美
浅岡あゆ美（あさおか あゆみ）は、ラジオパーソナリティ。

## 人物
名古屋女子大学在学中であった1989年（平成元年）、世界デザイン博覧会においてナレーションのアルバイトを経験したことをきっかけに、声を使う仕事に興味をもった。静岡エフエム放送に就職したものの、5年でフリーアナウンサーへと転じた。フリーとなった後、友人の紹介により三菱電機製のエレベーターおよびエスカレーターにおいて使用されるアナウンスの仕事を得た。同社によれば、「声質が安定し、エレベーター内でキンキン響かない」声であるという。三菱電機稲沢製作所において製造された約15万台において、その声が使われている。

## レギュラー
- K-MIX HEADLINE NEWS（K-mix、主に月曜担当）